# 机关枪凯利
乔治·凯利·巴恩斯（英语：George Kelly Barnes，1895年7月18日—1954年7月18日），绰号“机关枪凯利”（Machine Gun Kelly），是一名美國禁酒令时期的黑幫份子。

## 早年经历
凯利出生于1900年7月18日的美国田纳西州孟菲斯（另一说为伊利诺州芝加哥），在经济大萧条与美国禁酒令时期以贩卖私酒和盗窃为生。1927年与凯瑟琳·索恩（Kathryn Thorne）结婚，后者给他买了一把汤普森冲锋枪鼓励他继续犯罪。

## 犯罪生涯
1933年7月22日，机关枪凯利与同伙绑架富商查尔斯·乌舍尔（Charles F. Urschel），因不確定真實身分，也一併綁了沃尔特·贾勒特（Walter R. Jarrett）并勒索了20万美元，不久，劫匪驗明人質身分後，放走了贾勒特。7月31日，查尔斯·乌舍尔被释放，司法部調查局（Bureau of Investigation，簡稱BOI，後改為聯邦調查局，簡稱FBI）从当事人处获得大量绑匪线索，并于9月26日将凯利在内的21人抓获。都市傳說中，凯利被捕時，大喊：「別開槍，G-Man！」（G-Man是江湖黑話，意指Government Man，公家人員的意思），從此FBI幹員就獲得了G-Man的封號。

## 逝世

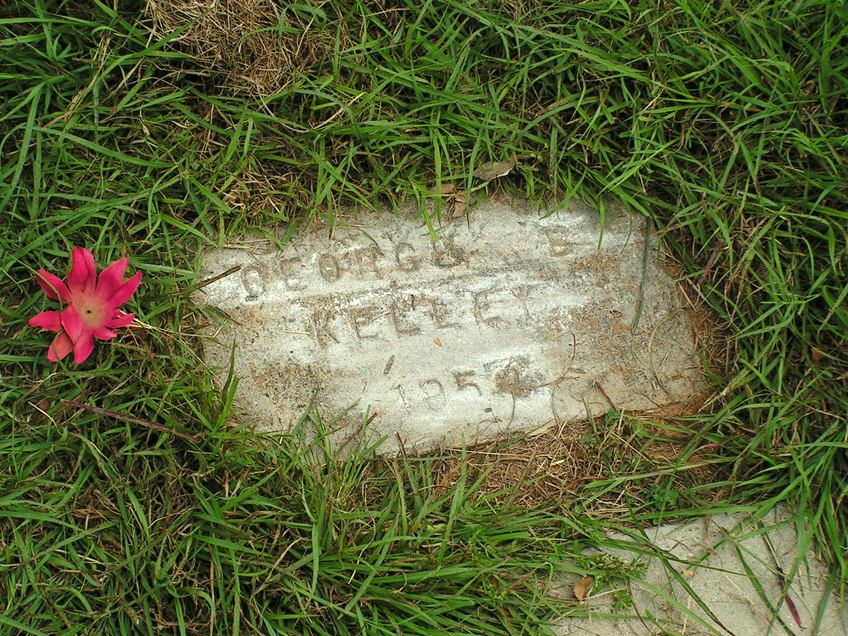
他的墓碑，喬治·B·凱利

1933年9月26日，調查局幹員与警察抓获了凯利与凯瑟琳.索恩，两人在10月12日的判决中定罪判处终身监禁。1954年7月18日，凯利因心脏病发作逝世于堪萨斯州莱文沃思一处监狱，那天是他的59岁生日，1958年凯瑟琳出狱，定居于俄克拉荷马州。